# Rio Open
Rio Open este un turneu profesionist de tenis masculin disputat la Rio de Janeiro, Brazilia. Are loc pe terenuri cu zgură, în aer liber, ale complexului Jockey Club Brasileiro. Este singurul turneu ATP Tour 500 din America de Sud și singurul eveniment ATP Tour din Brazilia (din 2020).
Evenimentul a fost stabilit ca un turneu comun pentru bărbați și femei în 2014. Turneul feminin a avut loc în sezoanele 2014–2016 și a aparținut categoriei WTA International. Turneul masculin se joacă în categoria ATP Tour 500.

## Rezultate

### Simplu masculin
| An   | Campion                                | Finalist                               | Scor                                   |                                        |
| ---- | -------------------------------------- | -------------------------------------- | -------------------------------------- | -------------------------------------- |
| 2014 | Rafael Nadal                           | Alexandr Dolgopolov                    | 6–3, 7–6(7–3)                          |                                        |
| 2015 | David Ferrer                           | Fabio Fognini                          | 6–2, 6–3                               |                                        |
| 2016 | Pablo Cuevas                           | Guido Pella                            | 6–4, 6–7(5–7), 6–4                     |                                        |
| 2017 | Dominic Thiem                          | Pablo Carreño Busta                    | 7–5, 6–4                               |                                        |
| 2018 | Diego Schwartzman                      | Fernando Verdasco                      | 6–2, 6–3                               |                                        |
| 2019 | Laslo Đere                             | Félix Auger-Aliassime                  | 6–3, 7–5                               |                                        |
| 2020 | Cristian Garín                         | Gianluca Mager                         | 7–67–3, 7–5                            |                                        |
| 2021 | Anulat din cauza pandemiei de COVID-19 | Anulat din cauza pandemiei de COVID-19 | Anulat din cauza pandemiei de COVID-19 | Anulat din cauza pandemiei de COVID-19 |
| 2022 | Carlos Alcaraz                         | Diego Schwartzman                      | 6–4, 6–2                               |                                        |
| 2023 | Cameron Norrie                         | Carlos Alcaraz                         | 5–7, 6–4, 7–5                          |                                        |
| 2024 | Sebastián Báez                         | Mariano Navone                         | 6–2, 6–1                               |                                        |
| 2025 | Sebastián Báez (2)                     | Alexandre Müller                       | 6–2, 6–3                               |                                        |

### Dublu masculin
| An   | Campion                                   | Finalist                               | Scor                                   |                                        |
| ---- | ----------------------------------------- | -------------------------------------- | -------------------------------------- | -------------------------------------- |
| 2014 | Juan Sebastián Cabal Robert Farah         | David Marrero Marcelo Melo             | 6–4, 6–2                               |                                        |
| 2015 | Martin Kližan Philipp Oswald              | Pablo Andújar Oliver Marach            | 7–6(7–3), 6–4                          |                                        |
| 2016 | Juan Sebastián Cabal (2) Robert Farah (2) | Pablo Carreño Busta David Marrero      | 7–6(7–5), 6–1                          |                                        |
| 2017 | Pablo Carreño Busta Pablo Cuevas          | Juan Sebastián Cabal Robert Farah      | 6–4, 5–7, [10–8]                       |                                        |
| 2018 | David Marrero Fernando Verdasco           | Nikola Mektić Alexander Peya           | 5–7, 7–5, [10–8]                       |                                        |
| 2019 | Máximo González Nicolás Jarry             | Thomaz Bellucci Rogério Dutra Silva    | 6–7(3–7), 6–3, [10–7]                  |                                        |
| 2020 | Marcel Granollers Horacio Zeballos        | Salvatore Caruso Federico Gaio         | 6–4, 5–7, [10–7]                       |                                        |
| 2021 | Anulat din cauza pandemiei de COVID-19    | Anulat din cauza pandemiei de COVID-19 | Anulat din cauza pandemiei de COVID-19 | Anulat din cauza pandemiei de COVID-19 |
| 2022 | Simone Bolelli Fabio Fognini              | Jamie Murray Bruno Soares              | 7–5, 6–7(2–7), [10–6]                  |                                        |
| 2023 | Máximo González (2) Andrés Molteni        | Juan Sebastián Cabal Marcelo Melo      | 6–1, 7–6(7–3)                          |                                        |
| 2024 | Nicolás Barrientos Rafael Matos           | Alexander Erler Lucas Miedler          | 6–4, 6–3                               |                                        |
| 2025 | Rafael Matos (2) Marcelo Melo             | Pedro Martínez Jaume Munar             | 6–2, 7–5                               |                                        |

### Simplu feminin
| An   | Campioană           | Finalistă                 | Scor          |
| ---- | ------------------- | ------------------------- | ------------- |
| 2014 | Kurumi Nara         | Klára Zakopalová          | 6–1, 4–6, 6–1 |
| 2015 | Sara Errani         | Anna Karolína Schmiedlová | 7–6(7–2), 6–1 |
| 2016 | Francesca Schiavone | Shelby Rogers             | 2–6, 6–2, 6–2 |

### Dublu feminin
| An   | Campioane                               | Finaliste                          | Scor          |
| ---- | --------------------------------------- | ---------------------------------- | ------------- |
| 2014 | Irina-Camelia Begu María Irigoyen       | Johanna Larsson Chanelle Scheepers | 6–2, 6–0      |
| 2015 | Ysaline Bonaventure Rebecca Peterson    | Irina-Camelia Begu María Irigoyen  | 3–0, ret.     |
| 2016 | Verónica Cepede Royg María Irigoyen (2) | Tara Moore Conny Perrin            | 6–1, 7–6(7–5) |